# Władysław Minakowski

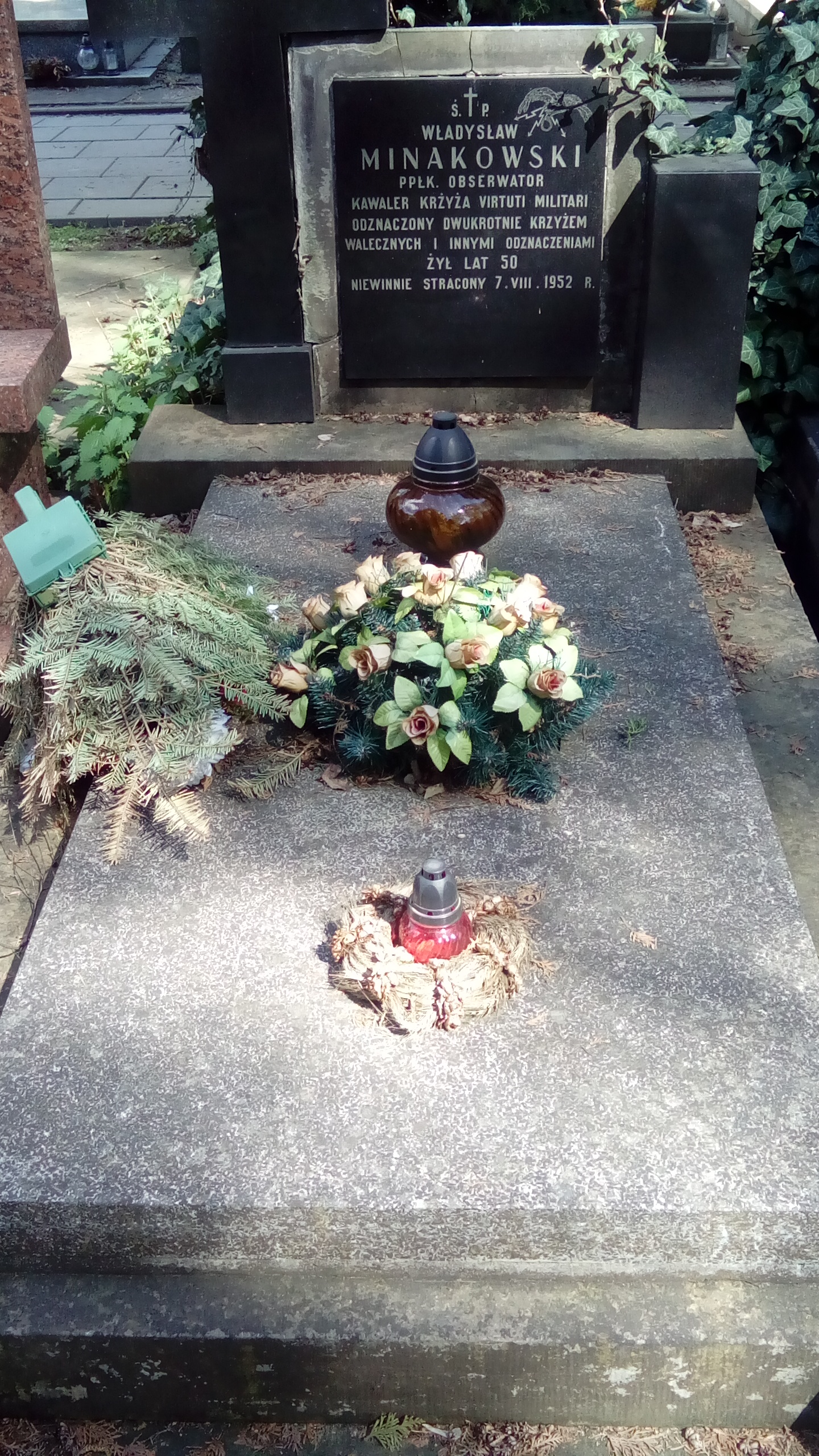
Nagrobek Władysława Minakowskiego na Cmentarzu Wojskowym na Powązkach

Władysław Bonifacy Minakowski (ur. 13 maja 1902 w Warszawie, zm. 7 sierpnia 1952 tamże) – podpułkownik obserwator Wojska Polskiego, kawaler Orderu Virtuti Militari.

## Życiorys
Urodził się w rodzinie Wacława, buchaltera, a od 1920 urzędnika Wojska Polskiego, i Anny z Laskowskich. Był wnukiem Karola, koryfeusza baletu w Warszawskich Teatrach Rządowych, zesłanego nad Morze Białe w 1864 po procesie m.in. Romualda Traugutta, i bratem Wacława (1913–1994).
Ukończył szkołę powszechną i średnią w Warszawie. Jeszcze jako dziecko musiał pracować, by pokryć koszty nauki, służył na statku SS „Fortuna”.
W 1920 ochotniczo wstąpił do Wojska Polskiego. Od 14 lutego do 21 czerwca 1921 był uczniem 38. klasy im. ks. Józefa Poniatowskiego Szkoły Podchorążych Piechoty w Warszawie. Następnie, jako instruktor w Kadrze Marynarki Wojennej i oficer w 56 pułku piechoty. Z dniem 1 listopada 1923 roku przemianowany na oficera zawodowego w stopniu porucznika ze starszeństwem z dniem 1 lipca 1923 roku i 77. lokatą w korpusie oficerów piechoty. Od 1926 roku związał się z lotnictwem, ukończył kurs obserwatorów lotniczych w Oficerskiej Szkole Lotniczej w Grudziądzu. Służył w 3 pułku lotniczym, jako obserwator eskadry. Specjalizował się w fotografii lotniczej. Pełnił wiele odpowiedzialnych funkcji w lotnictwie związanych z fotooptyką. 27 czerwca 1935 roku awansował na kapitana ze starszeństwem z dniem 1 stycznia 1935 roku i 29. lokatą w korpusie oficerów aeronautyki. W marcu 1939, w tym samym stopniu i starszeństwie, zajmował 11. lokatę w korpusie oficerów lotnictwa, grupa techniczna. Pełnił wówczas służbę w Kierownictwie Zaopatrzenia Lotnictwa w Warszawie na stanowisku oficera nadzoru Kierownictwa Fabrykacji Lotniczej.
W kampanii wrześniowej ewakuował się na Wschód, internowany w Rumunii i osadzony w obozie w Tulcea. Już w listopadzie 1939 we Francji. Pracował w Centrum Wyszkolenia Lotnictwa pod Lyonem, przed upadkiem Francji ewakuowany do Wielkiej Brytanii. Tu po ukończeniu kursów szkoleniowych został nawigatorem, otrzymując przydział do 304 dywizjonu bombowego Ziemi Śląskiej im. księcia Józefa Poniatowskiego. Z dywizjonem od 1942 do końca II wojny światowej brał udział w 25 lotach bojowych nad Francją i Atlantykiem.
Powrócił do kraju w czerwcu 1947 roku, zgłosił się do wojska, otrzymał przydział szefa sekcji wywiadowczej Wydziału Operacyjnego Dowództwa Wojsk Lotniczych. Od 1948 roku dowódca Samodzielnej Eskadry Aerofotogrametrycznej, awansowany do stopnia podpułkownika. Aresztowany 4 maja 1951 roku, po straszliwym śledztwie (czternastodniowy „konwejer”, 6 miesięcy karceru w lochu o wymiarach 2 m na 90 cm, przesłuchania trwające 20 godzin na dobę), 13 maja 1952 roku skazany został wraz z pułkownikami Bernardem Adameckim, Augustem Menczakiem, Józefem Jungravem, Szczepanem Ścibiorem i Stanisławem Michowskim przez NSW 5/52 pod przewodnictwem płk Piotra Parzenieckiego, nr sprawy Zg.R.7/52, na podstawie art. 86 § 1, 2 KKWP na karę śmierci. Do zarzucanych mu przestępstw nie przyznawał się. Prezydent Bolesław Bierut nie skorzystał z prawa łaski. Stracony 7 sierpnia 1952 roku. Dokładne miejsce pochówku jest nieznane. Grób symboliczny znajduje się na Cmentarzu Wojskowym na Powązkach (kwatera 28 BII-2-3) oraz w Kwaterze "na Łączce". Został zrehabilitowany 7 maja 1956 roku. 
Był żonaty z Marią z Gołkowskich, z którą miał dwoje dzieci: Wiesława i Bożennę.

## Ordery i odznaczenia
- Krzyż Srebrny Orderu Wojennego Virtuti Militari nr 10774 – 8 marca 1945[10][11]
- Krzyżem Walecznych dwukrotnie – 5 października 1942[10]
- Medal Lotniczy dwukrotnie[12]
- Srebrny Krzyż Zasługi – 22 maja 1939 „za zasługi w służbie wojskowej”[13][5]
- Medal Pamiątkowy za Wojnę 1918–1921[12]
- Medal Dziesięciolecia Odzyskanej Niepodległości[12]
- Polowy Znak Obserwatora[10]
- Gwiazda za Wojnę 1939–1945[12]
- Gwiazda Francji i Niemiec[12]
- Medal Obrony[12]
- Medal Wojny 1939–1945[12]